# Proxicharonia
Proxicharonia is een geslacht van weekdieren uit de klasse van de Gastropoda (slakken).

## Soorten
- Proxicharonia arthritica (Powell & Bartrum, 1929) †
- Proxicharonia palmeri Powell, 1967